# 齒緣癩頸龜
齒緣癩頸龜（英語：northern snapping turtle，學名：Elseya dentata）是齒緣癩頸龜屬下的一種大型水生龜，發現於澳大利亞西澳大利亞州和北領地。